# 象州 (古代)
象州，隋朝时设置的州。

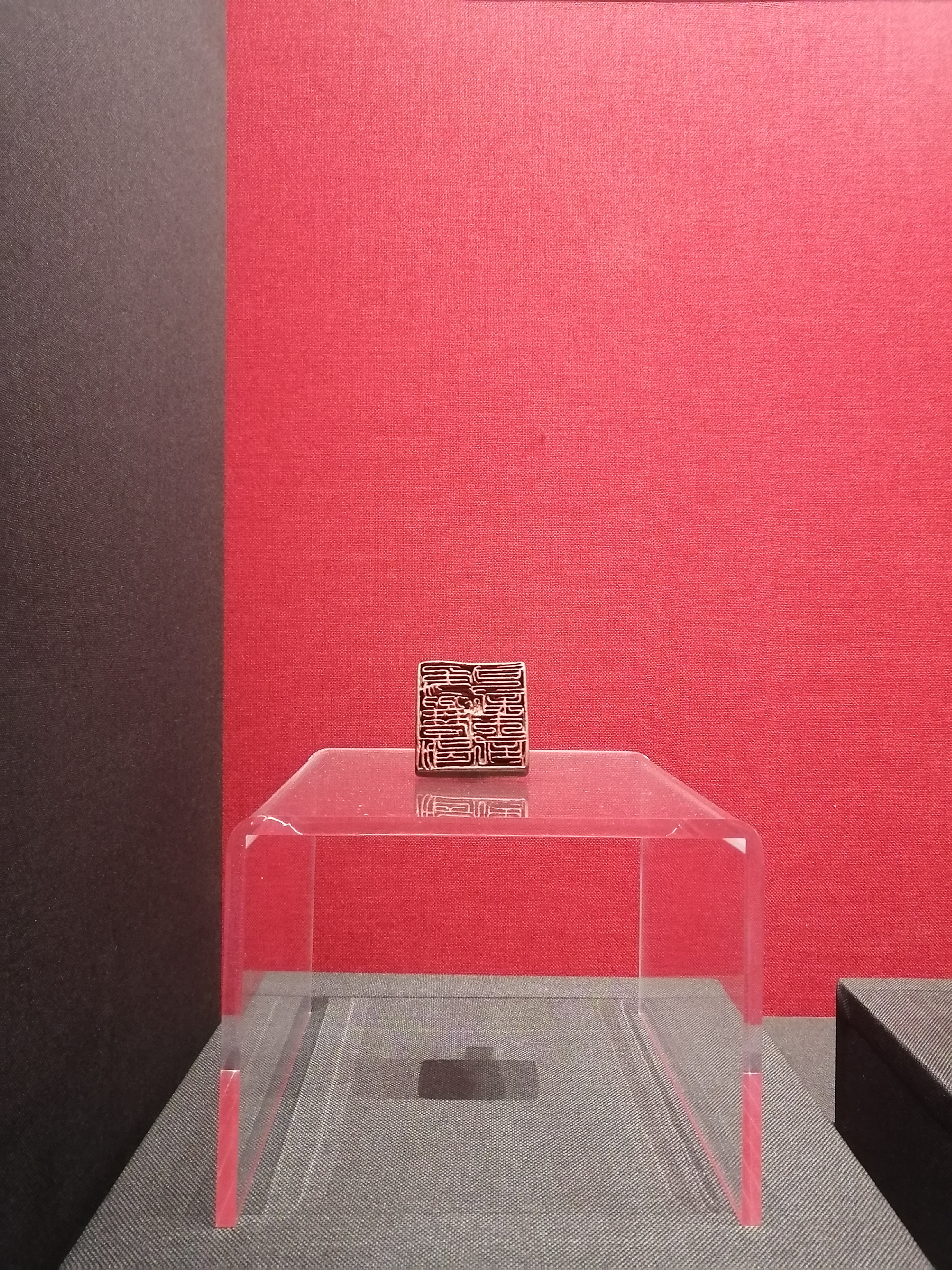
民族文化宫收藏的宋朝銅印，銘文為「象州磨勘司新朱記」

开皇十一年（591年）置，治所在桂林县（今广西壮族自治区象州县东南上古城）。因界内象山得名。大业二年（606年）废。唐朝武德四年（621年）复置。治所在武德县（今象州县西北），下辖武德县、西宁县（今广西象州石龙镇）、武化县（今广西象州县运江镇大村）、长风县（今广西象州县罗秀镇）、阳寿县（今广西象州县）、武仙县（今广西武宣县二塘镇）、桂林县。贞观十二年（638年）移治武化县（今象州县东北）。大历十一年（776年）移治阳寿县（今象州县）。天宝元年（742年），改为象山郡，乾元元年（758年）复名象州。辖有今象州、武宣两县地。南宋景定三年（1262年）又移治来宾县（今广西壮族自治区来宾市东南旧来宾）。辖境又增今来宾市东部地。
元朝至元十五年（1278年）升为象州路，大德后仍降为象州，治所复移还阳寿县（今象州县）。1912年降为象县。
象州刺史
- 秦元览（623年）
- 韦挺（646年）
- 柳奭（657年—659年）
- 贺若震（武周时）
- 成匝（757年）
- 米兰（长庆年间）
- 郑璠（大中前）
- 韦滂（848年）
- 于晦（咸通年间）
- 徐某（870年）